# Vitézorden

Vitézordens ordenstecken.

Vitézorden (ungerska: Vitézi Rend, ungefär "Hjältarnas orden") var en ungersk orden bildad 1920 av riksföreståndaren amiral Miklós Horthy sedan kung Karl IV av Ungern förhindrats att ta sitt land i besittning. Orden bestod av tre delar, den ärftliga titeln "vitéz", dubbning och en landförläning och erhölls av dem som fått utmärkelse för tapperhet i strid. 

## Orden efter 1944
Orden förlorade sin ställning som statsorden 1944, och titeln "vitéz" fick enligt ungersk lag av 1947 inte användas i Ungern fram till 2011.  Enligt beslut av författningsdomstol 24-25 oktober 2011 är hindret undanröjt.
1953 revitaliserades orden för att tillvarata de ärftliga anspråken. Den erkändes 1962 av Internationella kommissionen för riddarordnar, men sedan 2004 inte som en riddarorden utan som en "sammanslutning av ridderlig karaktär", grundad av en stat. Organisationen leds idag av HKKH vitéz József Károly von Habsburg, ärkehertig av Österrike, prins av Ungern och Böhmen, vars farfars far HKKH vitéz József Ágost von Habsburg var homo regius för Ungern 1918, riksföreståndare över Ungern under 1919 och den förste att antas i Vitézorden. HKKH vitéz József Károlys farfars farfars far József Antal var också den siste palatinen (vicekungen) av Ungern.

### Medlemskategorier
Medlemmarna tillhör en av nedanstående tre kategorier
1. "rättsriddare": ärftlig rätt från en vitéz; berättigad till titeln vitéz och till ärftligt medlemskap,
2. "nådesriddare": för egna förtjänster; berättigad till titeln vitéz ad vitam men inte till ärftligt medlemskap, samt
3. "hedersriddare": för egna förtjänster, berättigad till titeln vitéz men inte till ärftligt medlemskap.

### Ordförande i Sverige
På ungerska: vitézi hadnagy, ungefär "hjältarnas löjtnant"
- 2006-2013 vitéz ex officio Jonas Arnell (2014- titulär vitézi hadnagy)
- 2016-2019 vitéz Robert Boronkay székkapitány
- 2019- Veronika Eriksson